# Shahrestān di Ashtian
Lo shahrestān di Ashtian (farsi شهرستان آشتیان) è uno dei 12 shahrestān della provincia di Markazi, il capoluogo è Ashtian.